# Liste der Baudenkmäler in Pocking
Auf dieser Seite sind die Baudenkmäler in der niederbayerischen Stadt Pocking zusammengestellt. Diese Tabelle ist eine Teilliste der Liste der Baudenkmäler in Bayern. Grundlage ist die Bayerische Denkmalliste, die auf Basis des Bayerischen Denkmalschutzgesetzes vom 1. Oktober 1973 erstmals erstellt wurde und seither durch das Bayerische Landesamt für Denkmalpflege geführt wird. Die folgenden Angaben ersetzen nicht die rechtsverbindliche Auskunft der Denkmalschutzbehörde.

## Baudenkmäler nach Ortsteilen

### Pocking
| Lage                            | Objekt                                          | Beschreibung | Akten-Nr.     | Bild                                            |
| ------------------------------- | ----------------------------------------------- | --- | ------------- | ----------------------------------------------- |
| Berger Straße 19 (Standort)     | Wohnhaus                                        | Ehemaliger Einfirsthof, zweigeschossiger und verschindelter Blockbau mit vorschießendem Satteldach, 1. Hälfte 19. Jahrhundert | D-2-75-141-2  | Wohnhaus                                        |
| Kirchplatz 4 (Standort)         | Kirche St. Ulrich                               | Chor und Turm bezeichnet 1491, Langhaus 1758/59, Anbau modern; mit Ausstattung. | D-2-75-141-1  | weitere Bilder                                  |
| Klosterstraße 12 (Standort)     | Ehemaliges Kloster                              | stattlicher zweigeschossiger Walmdachbau mit Putzgliederungen, nach Süden Hauskapelle mit Apsis, neuklassizistisch, bezeichnet 1904. | D-2-75-141-3  | Ehemaliges Kloster                              |
| Passauer Straße 3 (Standort)    | Wohn- und Geschäftshaus                         | dreigeschossiger, gegliederter Mansardwalmdachbau mit Eckerker, Schmiedeisenbalkonen, Mittelrisalit mit Schweifgiebel, Altan und Putzgliederungen, historistisch, bezeichnet 1905.                                                          | D-2-75-141-4  | Wohn- und Geschäftshaus                         |
| Passauer Straße 38 b (Standort) | Ehemals Rottaler Bauernhaus eines Vierseithofes | Zweigeschossiger und giebelständiger Blockbau mit vorschießendem Flachsatteldach und zwei Giebelschroten, 1. Drittel 19. Jahrhundert; Traidkasten, zweigeschossiger Blockbau mit vorschießendem Satteldach und Traufschrot, bezeichnet 1827 | D-2-75-141-5  | Ehemals Rottaler Bauernhaus eines Vierseithofes |
| Simbacher Straße 4 (Standort)   | Gasthof                                         | Gasthof Alte Post, stattlicher zweigeschossiger und giebelständiger Halbwalmdachbau mit gekehltem Kransgesims, 18./19. Jahrhundert | D-2-75-141-6  | Gasthof                                         |
| Würdinger Straße 19 (Standort)  | Mittertennhaus                                  | Wohnteil zweigeschossiger zum Teil verkleideter und auf der Nordseite versteinerter Blockbau mit Satteldach, 1. Drittel 19. Jahrhundert, Dach später.                                                                                       | D-2-75-141-9  | Mittertennhaus                                  |
| Zeller Straße 31 (Standort)     | Evangelische Kreuzkirche                        | sogenannte Diasporakapelle, traufständige Saalkirche mit verblechtem Satteldach, Glockendachreiter und Verschalung, Holzbau mit massiven Seitenwänden, Otto Bartning, 1951; mit Ausstattung.                                                | D-2-75-141-70 | Evangelische Kreuzkirche                        |

### Ausbach
| Lage                    | Objekt            | Beschreibung                                                     | Akten-Nr.     | Bild              |
| ----------------------- | ----------------- | ---------------------------------------------------------------- | ------------- | ----------------- |
| Nähe Ausbach (Standort) | Kapellenbildstock | Satteldachgehäuse mit stichbogiger Nische, Mitte 19. Jahrhundert | D-2-75-141-11 | Kapellenbildstock |

### Berg
| Lage              | Objekt                       | Beschreibung | Akten-Nr.     | Bild                         |
| ----------------- | ---------------------------- | --- | ------------- | ---------------------------- |
| Berg 1 (Standort) | Wohnhaus eines Vierseithofes | Zweigeschossiger und giebelständiger, leicht gestelzter Satteldachbau mit Kniestock, stichbogigen Öffnungen und Putzgliederungen, späte Gründerzeit, Ende 19. Jahrhundert | D-2-75-141-13 | Wohnhaus eines Vierseithofes |

### Eggersham
| Lage                    | Objekt                                  | Beschreibung | Akten-Nr.     | Bild                  |
| ----------------------- | --------------------------------------- | --- | ------------- | --------------------- |
| Eggersham 14 (Standort) | Katholische Filialkirche St. Margaretha | Saalkirche mit eingezogenem Polygonalchor, Steilsatteldach, Giebeldachreiter und Vorhalle mit Sakristei unter Schleppdach, Backsteinbau mit Tuffsteingliederungen, Ende 15. Jahrhundert, Anbau neugotisch; mit Ausstattung. | D-2-75-141-15 | weitere Bilder        |
| Eggersham 16 (Standort) | Wohnhaus                                | Zweigeschossiger und traufständiger, verschindelter Blockbau mit vorschießendem Flachsatteldach und kleinem Traufbalkon, 1. Drittel 19. Jahrhundert, Dach später                                                            | D-2-75-141-17 | Wohnhaus              |
| Eggersham 17 (Standort) | Ehemaliges Bauernhaus                   | Zweigeschossiger und giebelständiger Obergeschoss-Blockbau mit vorschießendem Flachsatteldach und zwei Giebelschroten, bezeichnet 1792                                                                                      | D-2-75-141-18 | Ehemaliges Bauernhaus |

### Haar
| Lage              | Objekt      | Beschreibung | Akten-Nr.     | Bild        |
| ----------------- | ----------- | --- | ------------- | ----------- |
| Haar 1 (Standort) | Einfirsthof | Einfirsthof, Mitterstallhaus, Wohnteil zweigeschossiger und giebelständiger Blockbau mit vorschießendem Satteldach und Balkon, 1840/50, Dach später.                                                              | D-2-75-141-19 | Einfirsthof |
| Haar 5 (Standort) | Bauernhaus  | Bauernhaus, Mitterstallhaus, zweigeschossiger und traufständiger, teilweise verschalter Blockbau mit vorschießendem Satteldach und Traufschrot, 1. Hälfte 19. Jh.                                                 | D-2-75-141-21 | Bauernhaus  |
| Haar 6 (Standort) | Wohnhaus    | Wohnhaus des Vierseithofes, dreigeschossiger und giebelständiger Halbwalmdachbau mit rückseitigem Risalit, Putzgliederungen, Lauben mit Balustern und figürlichem Dekor, neugotisch, 4. Viertel 19. Jh. und 1924. | D-2-75-141-22 | Wohnhaus    |
| Haar 7 (Standort) | Bauernhaus  | Bauernhaus, zweigeschossiger und giebelständiger Blockbau mit Satteldach, versteinerten Giebelseiten und Traufschrot, 2. Viertel 19. Jh., Dach später gedreht.                                                    | D-2-75-141-23 | Bauernhaus  |

### Hartkirchen
| Lage                              | Objekt                             | Beschreibung | Akten-Nr.     | Bild                     |
| --------------------------------- | ---------------------------------- | --- | ------------- | ------------------------ |
| Inzinger Straße 3 (Standort)      | Doppelhaus                         | Hälfte eines giebelgeteilten Doppelhauses, zweigeschossiger und giebelständiger Blockbau mit halbem Flachsatteldach und kleinem Traufschrot, 1. Drittel 19. Jh. | D-2-75-141-31 | Doppelhaus               |
| Marktplatz (Standort)             | Mariensäule                        | Mariensäule, Muttergottes mit Kind auf Pfeiler mit gefasten Kanten und Inschriftsockel, neugotisch, Granit, B. Lang, 1860. | D-2-75-141-72 | Mariensäule              |
| Marktplatz 11 (Standort)          | Ehemals Gasthaus                   | Zweigeschossiger und giebelständiger Satteldachbau in Ecklage, mit geschnitzten Kopfbügen und reichen Putzgliederungen, um 1895. | D-2-75-141-26 | Ehemals Gasthaus         |
| Marktplatz 16 (Standort)          | Wohnhaus                           | Wohnhaus, zweigeschossiger und giebelständiger Halbwalmdachbau mit profiliertem Giebelgesims, 1815. | D-2-75-141-28 | Wohnhaus                 |
| Marktplatz 18, 20 (Standort)      | Wohnhaus                           | Wohnhaus, dreigeschossiger Walmdachbau mit Grabendach, Vorschussmauer und Putzgliederungen, im Kern 1. Hälfte 19. Jh., Fassade Neurenaissance, 1896–97. | D-2-75-141-29 | Wohnhaus                 |
| Obere Inntalstraße 40 (Standort)  | Bauernhaus                         | Bauernhaus, Mitterstallbau, zweigeschossiger und giebelständiger, teilweise verschalter Blockbau mit Satteldach, 3. Viertel 19. Jh. | D-2-75-141-30 | Bauernhaus               |
| Pfarrstraße 8, 10 (Standort)      | Pfarrhof                           | Pfarrhof, Vierseithof von 1910/12; Pfarrhaus, zweigeschossiger und traufständiger Halbwalmdachbau mit Eingangsrisalit und Schweifgiebel; westlich Stadel, traufständiger Bundwerkbau mit Halbwalmdach; Nord- und Ostflügel der Ökonomie, winkelförmiger ein- bis zweigeschossiger Walmdachbau mit Bundwerk-Obergeschoss, Nordflügel mit Zwerchhaus, Balkon und verbrettertem Kniestock, Ostflügel mit Halbwalm. | D-2-75-141-32 | Pfarrhof                 |
| Reistinger Straße 17 (Standort)   | Lourdeskapelle                     | Verschindelter Satteldachbau mit Giebeldachreiter, 1897. | D-2-75-141-38 | Lourdeskapelle           |
| Schömerweg 14 (Standort)          | Ehemals Brauerei-Gasthof           | Ehemals Brauerei-Gasthof, stattlicher zweigeschossiger und traufständiger Halbwalmdachbau, 1756. | D-2-75-141-33 | Ehemals Brauerei-Gasthof |
| Untere Inntalstraße 4 (Standort)  | Katholische Pfarrkirche St. Petrus | Saalkirche mit eingezogenem Polygonalchor, Chorflankenturm, Seitenkapellen, Vorhalle und doppelgeschossiger Sakristei, spätgotisch, bezeichnet 1487, Verlängerung nach Osten, Chorneubau und Turmerhöhung, Äußeres neugotisch überformt, Johann Baptist Schott, 1890; mit Ausstattung; Friedhofsmauer aus Tuffsteinblöcken, wohl 19. Jahrhundert.                                                               | D-2-75-141-34 | weitere Bilder           |
| Untere Inntalstraße 20 (Standort) | Ehemals Handwerkerhaus             | Zweigeschossiger und traufständiger, teilweise neu verschalter Blockbau mit vorschießendem Steilsatteldach und Traufschrot, 1849. | D-2-75-141-36 | Ehemals Handwerkerhaus   |

### Inzing
| Lage                             | Objekt                     | Beschreibung | Akten-Nr.     | Bild                       |
| -------------------------------- | -------------------------- | --- | ------------- | -------------------------- |
| Obere Römerstraße 26 (Standort)  | Einfirsthof                | Ehem. Wohnstallhaus, Wohnteil zweigeschossiger und traufständiger Blockbau mit vorschießendem Satteldach und Traufschrot, 2. Viertel 19. Jh., Dach später.                                                     | D-2-75-141-39 | Einfirsthof                |
| Ötzfeldstraße 20 (Standort)      | Wohnhaus des Dreiseithofes | Wohnhaus des Dreiseithofes, zweigeschossiger und traufständiger Satteldachbau, Giebelseiten massiv, 2. Drittel 19. Jh.                                                                                         | D-2-75-141-40 | Wohnhaus des Dreiseithofes |
| Untere Römerstraße 27 (Standort) | Wohnstallhaus              | Einfirsthof, sog. Neuhäusl, Mitterstallbau, Wohnteil zweigeschossiger und giebelständiger, verkleideter Blockbau mit vorschießendem Satteldach, Traufschrot und Giebellaube, 1. Hälfte 19. Jh., im Kern älter. | D-2-75-141-44 | Wohnstallhaus              |

### Kühnham
| Lage                 | Objekt       | Beschreibung | Akten-Nr.     | Bild           |
| -------------------- | ------------ | --- | ------------- | -------------- |
| Kühnham 9 (Standort) | Filialkirche | Katholische Filialkirche St. Martin, Saalkirche mit eingezogenem Polygonalchor, Westturm, Vorzeichen und Putzgliederungen, frühgotisch, 13./14. Jahrhundert, barockisiert im 18. Jahrhundert; Friedhofstor, einbogiger Flachsatteldachbau mit Firstkreuz, 18./19. Jahrhundert | D-2-75-141-45 | weitere Bilder |

### Leithen
| Lage                  | Objekt                | Beschreibung | Akten-Nr.     | Bild                  |
| --------------------- | --------------------- | --- | ------------- | --------------------- |
| In Leithen (Standort) | Dorfkapelle St. Maria | Polygonal schließender Satteldachbau mit Glockendachreiter auf Konsolen, spitzbogigen Öffnungen und Rahmengliederungen, neugotisch, um 1890; mit Ausstattung | D-2-75-141-46 | Dorfkapelle St. Maria |

### Oberindling
| Lage                      | Objekt                               | Beschreibung | Akten-Nr.     | Bild                       |
| ------------------------- | ------------------------------------ | --- | ------------- | -------------------------- |
| Oberindling 13 (Standort) | Wohnhaus des Dreiseithofes           | Zweigeschossiger und traufständiger Obergeschoss-Blockbau mit vorschießendem Satteldach und zwei Giebelschroten, 1. Hälfte 19. Jahrhundert | D-2-75-141-50 | Wohnhaus des Dreiseithofes |
| Oberindling 40 (Standort) | Katholische Filialkirche St. Florian | Saalkirche mit Polygonalchor, Chorflankenturm, Vorzeichen und Putzgliederungen, spätgotisch, Ende 15. Jahrhundert; mit Ausstattung         | D-2-75-141-49 | weitere Bilder             |
| Oberindling 50 (Standort) | Zugehöriger Traidkasten              | Ständerbau auf Blockbaurähm mit Traufschrot und Steilsatteldach, wohl 2. Viertel 19. Jahrhundert                                           | D-2-75-141-52 | Zugehöriger Traidkasten    |

### Pfaffing
| Lage                  | Objekt   | Beschreibung                                                                                             | Akten-Nr.     | Bild     |
| --------------------- | -------- | --- | ------------- | -------- |
| Pfaffing 9 (Standort) | Gasthaus | Zweigeschossiger und traufständiger, teilverputzter Blockbau mit Flachsatteldach, Anfang 19. Jahrhundert | D-2-75-141-54 | Gasthaus |

### Prenzing
| Lage                   | Objekt                                   | Beschreibung | Akten-Nr.     | Bild                                     |
| ---------------------- | ---------------------------------------- | --- | ------------- | ---------------------------------------- |
| Prenzing 10 (Standort) | Zugehöriger Stadel mit Nazarener-Malerei | Zweigeschossiger und giebelständiger Flachsatteldachbau mit traufseitigem Dachüberstand auf Kopfbügen, an der Giebelseite Nazarener-Malerei, bezeichnet 1889                 | D-2-75-141-56 | Zugehöriger Stadel mit Nazarener-Malerei |
| Prenzing 13 (Standort) | Dorfkapelle St. Maria                    | Polygonal schließender, giebelständiger Satteldachbau mit Glockendachreiter auf Konsolen und Spitzbogenöffnungen, neugotisch, modernisiert, bezeichnet 1854; mit Ausstattung | D-2-75-141-55 | Dorfkapelle St. Maria                    |

### Reith
| Lage               | Objekt            | Beschreibung                                                | Akten-Nr.     | Bild              |
| ------------------ | ----------------- | ----------------------------------------------------------- | ------------- | ----------------- |
| Reith 2 (Standort) | Kapellenbildstock | Satteldachgehäuse mit stichbogiger Öffnung, 19. Jahrhundert | D-2-75-141-57 | Kapellenbildstock |

### Rutzing
| Lage                 | Objekt                                  | Beschreibung                                                                                          | Akten-Nr.     | Bild                                    |
| -------------------- | --------------------------------------- | --- | ------------- | --------------------------------------- |
| Rutzing 2 (Standort) | Rottaler Bauernhaus eines Vierseithofes | Zweigeschossiger Blockbau mit vorschießendem Flachsatteldach und zwei Giebelschroten, bezeichnet 1798 | D-2-75-141-59 | Rottaler Bauernhaus eines Vierseithofes |

### Schönburg
| Lage                           | Objekt                                 | Beschreibung | Akten-Nr.     | Bild                     |
| ------------------------------ | -------------------------------------- | --- | ------------- | ------------------------ |
| Nähe Schönburg (Standort)      | Kriegergedächtniskapelle               | offener Zeltdachbau mit zwei halbrunden Apsiden und geschrägten Ecken, um 1920–25. | D-2-75-141-64 | Kriegergedächtniskapelle |
| Schönburg 1, 2, 2 a (Standort) | Schloss Schönburg                      | Schloss; Hauptgebäude, dreigeschossige Barockanlage von 1676/80, Westfront mit kurzen Seitenflügeln, Ostfront mit Ecktürmen; laubenartiger zweigeschossiger Verbindungsbau zur Pfarrkirche; westlich Torhaus mit ehemaliger Jägerwohnung, Remise u. a. dreiflügelige Rokokoanlage mit Durchfahrt und Vorschußmauern zum Schloßplatz, Mitte 18. Jahrhundert; südlich ummauerter Ziergarten mit Wasserbassin. | D-2-75-141-62 | weitere Bilder           |
| Schönburg 10 (Standort)        | Katholische Pfarrkirche St. Laurentius | Die Kirche ist mit dem Schloss durch Laubengang verbunden, Saalkirche mit eingezogenem Polygonalchor und Westturm, Chor spätgotisch, Langhaus barock, 1682–86, an der Chorsüdseite zweigeschossiger barocker Fünfeckanbau mit ehemaliger Gnadenkapelle und Oratorium, 1508 geweiht, Langhausverlängerung und Turm 1906–08; mit Ausstattung.                                                                 | D-2-75-141-61 | weitere Bilder           |

### Thalling
| Lage                   | Objekt        | Beschreibung | Akten-Nr.     | Bild          |
| ---------------------- | ------------- | --- | ------------- | ------------- |
| Thalling 11 (Standort) | Wohnstallhaus | Zweigeschossiger und giebelständiger Schopfwalmdachbau mit Putzverzierungen, dekorativen Türen und Balkon mit schmiedeeisernem Geländer, im Dachgeschoss Selchkammer mit Selch, um 1900 | D-2-75-141-71 | Wohnstallhaus |

### Unterrohr
| Lage                    | Objekt     | Beschreibung | Akten-Nr.     | Bild       |
| ----------------------- | ---------- | --- | ------------- | ---------- |
| Unterrohr 21 (Standort) | Bauernhaus | Zweigeschossiger und traufständiger, teilverschalter Blockbau mit vorschießendem Satteldach und Kniestock, 1. Hälfte 19. Jahrhundert, Dach später | D-2-75-141-66 | Bauernhaus |

## Ehemalige Baudenkmäler
In diesem Abschnitt sind Objekte aufgeführt, die früher einmal in der Denkmalliste eingetragen waren, jetzt aber nicht mehr. Objekte, die in anderem Zusammenhang also z. B. als Teil eines Baudenkmals weiter eingetragen sind, sollen hier nicht aufgeführt werden. Aktennummern in diesem Abschnitt sind ehemalige, jetzt nicht mehr gültige Aktennummern.

| Lage                                 | Objekt                                                        | Beschreibung | Akten-Nr.     | Bild     |
| ------------------------------------ | ------------------------------------------------------------- | --- | ------------- | -------- |
| Beham 2 (Standort)                   | Wohnhaus des Vierseithofes                                    | Wohnhaus des Vierseithofes, verschalter Blockbau, 1. Hälfte 19. Jahrhundert; Stallflügel mit Traidkasten und Flachdach, 1. Drittel 19. Jahrhundert | D-2-75-141-12 | BW       |
| Hartkirchen Marktplatz 14 (Standort) | Wohnhaus                                                      | Wohnhaus, zweigeschossiger und traufständiger Mansardwalmdachbau mit Geschossgliederung und profiliertem Kranzgesims, 1853.                        | D-2-75-141-27 | Wohnhaus |
| Inzing Ötzfeldstraße 28 (Standort)   | Bauernhaus                                                    | Bauernhaus, mit Blockbau-Obergeschoss, Anfang 19. Jahrhundert                                                                                      | D-2-75-141-41 | BW       |
| Inzing Schloßstraße 6 (Standort)     | Traidkasten mit Schrot und Bemalung                           | Traidkasten mit Schrot und Bemalung, bezeichnet 1797, Dach später gedreht.                                                                         | D-2-75-141-42 | BW       |
| Inzing Schloßstraße 9 (Standort)     | Einfirsthof                                                   | Einfirsthof, Blockbau, zum Teil verbrettert, mit Traufschrot, 1868.                                                                                | D-2-75-141-43 | BW       |
| Brunnader 11 (Standort)              | Einfirsthof                                                   | Einfirsthof, Blockbau mit Mittertenne und mittelsteilem Dach, 3. Viertel 19. Jahrhundert                                                           | D-2-75-141-14 | BW       |
| Eggersham 13 (Standort)              | Traidkasten                                                   | Zugehöriger Traidkasten, Mitte 19. Jahrhundert | D-2-75-141-16 | BW       |
| Leithen 5 (Standort)                 | Wohnhaus des Dreiseithofes                                    | Wohnhaus des Dreiseithofes, Blockbau mit hofseitigen Schroten, bezeichnet 1812.                                                                    | D-2-75-141-47 | BW       |
| Niederindling 4 (Standort)           | Zugehöriger Traidkasten mit seitlichem Schrot                 | Zugehöriger Traidkasten mit seitlichem Schrot, gegen Mitte 19. Jahrhundert; im Stadel.                                                             | D-2-75-141-48 | BW       |
| Oberindling 32 (Standort)            | Bauernhaus                                                    | Bauernhaus, Blockbau mit Flachdach und Giebelschrot, bezeichnet 1788; Reste von Bemalung.                                                          | D-2-75-141-51 | BW       |
| Pfaffing 3 (Standort)                | Bauernhaus des Vierseithofes                                  | Bauernhaus des Vierseithofes, Blockbau, im Kern 1. Drittel 19. Jahrhundert, Dach später.                                                           | D-2-75-141-53 | BW       |
| Rutzing ()                           | Wohnhaus des Vierseithofes                                    | Wohnhaus des Vierseithofes, zum Teil offener Blockbau, mit Traufschrot, Anfang 19. Jahrhundert, Dach später; Remise mit Traidboden, gleichzeitig.  | D-2-75-141-58 |          |
| Schnellham 4 (Standort)              | Wohnhaus des geschlossenen Vierseithofes                      | Wohnhaus des geschlossenen Vierseithofes, verschindelter Blockbau, 1. Drittel 19. Jahrhundert, Dach später gedreht.                                | D-2-75-141-60 | BW       |
| Wollham 4 (Standort)                 | Zugehöriger Traidkasten mit Traufschrot unter Steilsatteldach | Zugehöriger Traidkasten mit Traufschrot unter Steilsatteldach, 2. Viertel 19. Jahrhundert                                                          | D-2-75-141-67 | BW       |
| Wollham 8 (Standort)                 | Zugehörige Hofeinfahrt mit „Sonnentor“                        | Zugehörige Hofeinfahrt mit „Sonnentor“, bezeichnet 1867.                                                                                           | D-2-75-141-68 | BW       |
| Zell 5 (Standort)                    | Wohnhaus des Vierseithofes                                    | Wohnhaus des Vierseithofes, Blockbau mit kleinen Fenstern, im Kern 2. Hälfte 18. Jahrhundert, spätere Firstdrehung.                                | D-2-75-141-69 | BW       |

## Abgegangene Baudenkmäler
In diesem Abschnitt sind Objekte aufgeführt, die früher einmal in der Denkmalliste eingetragen waren, jetzt aber nicht mehr existieren, z. B. weil sie abgebrochen wurden. Aktennummern in diesem Abschnitt sind ehemalige, jetzt nicht mehr gültige Aktennummern.

| Lage                                          | Objekt              | Beschreibung | Akten-Nr.            | Bild        |
| --------------------------------------------- | ------------------- | --- | -------------------- | ----------- |
| Pocking Simbacher Straße 30 (Standort)        | Wohnhaus            | Wohnhaus mit Gliederung in historisierenden Formen, mit Zwerchgiebeln und Spitztürmchen, um 1890. (Anmerkung: Das beschriebene Objekt existiert nicht mehr, wurde durch einen Neubau ersetzt, Liste des BLfD vom 20.04.2020 ist nicht aktuell) | D-2-75-141-7         | Wohnhaus    |
| Haar Haar 4 (Standort)                        | Bauernhaus          | Bauernhaus, offener Blockbau mit kleinen Fenstern, 1. Drittel 19. Jahrhundert, Dach später. Objekt wurde durch einen Neubau ersetzt | nicht mehr vorhanden | BW          |
| Hartkirchen Marktplatz 5 (Standort)           | Wohnhaus            | Wohnhaus, mit Brettschindeln verkleideter Blockbau, 1780. (Bemerkung: Holzhaus nicht mehr existent; durch Neubau einer Bankfiliale ersetzt. Liste des BLfD vom 30.04.2020 nicht aktuell)                                                       | D-2-75-141-25        | BW          |
| Hartkirchen Pfarrstraße 9 (Standort)          | Nebengebäude        | Zugehöriges Nebengebäude mit Halbwalmdach und doppeltem Gurtgesims, um 1840. Wurde durch Neubau ersetzt. | nicht mehr vorhanden | BW          |
| Hartkirchen Untere Inntalstraße 45 (Standort) | Originelle Haustür  | Neubarock, bezeichnet 1909. Gebäude abgegangen, Hausnummer existiert nicht mehr | D-2-75-141-37        | BW          |
| Schönburg Schönburg 3 (Standort)              | Einfirsthof         | Einfirsthof, Blockbau mit Flachdach und Giebelschrot, Ende 17. Jahrhundert (Anmerkung: Das beschriebene Objekt existiert nicht mehr, Liste des BLfD vom 30.04.2020 ist nicht aktuell)                                                          | D-2-75-141-63        | Einfirsthof |
| Thalling Thalling 7 (Standort)                | Rottaler Bauernhaus | Rottaler Bauernhaus, Blockbau, mit Flachdach und Schrot, Ende 18. Jahrhundert; zugehörig zu Vierseithof (Anmerkung: Das Objekt wurde ca. 1980 abgebrochen und durch einen Neubau ersetzt)                                                      | D-2-75-141-65        | BW          |

## Bodendenkmäler in Pocking
- Liste der Bodendenkmäler in Pocking